# 失眠
失眠（英語：insomnia）是持续出现睡眠启动困难、睡眠维持困难、睡眠品质下降，并引发日间功能障碍的一种睡眠障碍。其表现可能有不易入睡（難以入眠）、很難維持較長時間的深度睡眠（難以維持睡眠）、睡眠时间减少、早醒、易醒、多梦，或是醒来后缺乏清醒感等，可分为急性和慢性。
失眠一般會伴隨著白天精神不佳、嗜睡、易怒、或是抑郁等症狀。失眠可能會增加車禍意外的風險，也可能會讓人注意力不集中、工作易疲惫及學習效果不佳。失眠可能是短期的，持續幾天到一週，也可能是長期的，持續一個月以上。
失眠有可能是受到其他藥物、症狀或疾病的影響，不過也可能無關。也有實驗數據顯示，電子設備螢幕發出的藍光，也可能導致失眠的症狀。會導致失眠的症狀有心理壓力、慢性疼痛、心臟衰竭、甲状腺功能亢进症、胃灼熱、不寧腿綜合徵、更年期，也有可能是因為咖啡因、尼古丁及酒精的影響，其他風險因子有輪班工作制及睡眠呼吸中止症候群。失眠診斷會根據睡眠習慣為基礎，也會進行身體檢查，以確認是否有其他潛藏造成失眠的病症，也可能會進行睡眠檢測來找出失眠的原因。
一般而言，會以睡眠衛生及生活習慣的調整作為第一線的治療方式。睡眠衛生包括充足的睡眠時間、白天時曬太陽、安靜及昏暗的臥室以及規律的運動，可以再配合認知行為治療。安眠药可能會有幫助，不過有些受傷、失智症及成瘾的症狀和安眠药使用有關。若使用藥物治療，一般不建議使用超過四週到五週。還不清楚替代療法在治療失眠的效果及安全性。
在任何特定時間點，人群中均有10%至30%的成年人患有失眠；而至多一半人一年之中均患有失眠症。約6%患有並非其他原因導致的失眠（原發性失眠），並持續一個月以上。比較起來，65歲以上人群更容易患有失眠問題。女性相較男性更易患有失眠問題。在西方世界中，對失眠的記載至少可以追溯到古希臘時期。

## 類型

### DSM-5 診斷標準
精神疾病診斷與統計手冊第五版（DSM-5）中寫到，失眠的診斷標準如下：
病患主訴中提到對於睡眠時間長度和睡眠品質的不滿與下列至少一項敘述有關：
- 难以入睡。（小孩的失眠表現則為：如果照顧者沒有哄小孩睡覺，小孩就會難以入睡）[16]
- 睡眠難以維持，經常睡到一半突然醒來或者一旦醒來後就難以再入睡。[16]

（兒童失眠的表現通常是需要照顧者的介入否則難以重返睡眠。）
- 太早起床，而且難以再次入睡。

除以上之外，還有以下標準：
- 失眠已經導致臨床上的憂鬱、社會功能損害、職業功能損害、教育、學業、行為及其他領域的困難。
- 每七天會有至少三天晚上出現失眠的困擾。
- 失眠問題已經存在至少三個月。
- 即便有睡覺的機會，仍然失眠。
- 失眠並非由其他的睡眠疾病引起（例如：發作性嗜睡病、與呼吸相關的睡眠障碍-睡眠呼吸中止症、晝夜節律性睡眠障礙、異睡症等）
- 失眠不是因為物質使用所致，比如說：藥物或是物質濫用。
- 失眠並非由其他心理疾病或疾病所引起的。